# Ка ди Ландино (Болоња)
Ка ди Ландино је насеље у Италији у округу Болоња, региону Емилија-Ромања.
Према процени из 2011. у насељу је живело 22 становника. Насеље се налази на надморској висини од 609 м.